# 똑순이만세
《똑순이만세》는 한국방송공사 어린이 드라마이다.

## 기획의도
발랄하고 천진난만한 똑순이의 가정생활과 학교생활을 다룬 드라마

## 제작진
- 극본 : 윤혁민
- 연출 : 운군일

## 출연진
- 강남길
- 김민희
- 김성원
- 김정훈
- 문창길
- 연운경
- 이일웅
- 주현
- 차화연